# 劉貞安
劉貞安（1871年—1934年），字彥恭，一字問竹，四川省夔州府奉節縣人，光緒二十九年（1903年）癸卯補行辛丑壬寅恩正併科進士，官貴州省永從縣、開州、印江縣知縣知州。辛亥國變後回歸故里隱居，靠賣文講學謀生。劉氏最喜書法，幾十年苦學不輟，終於自成名家。書法五體之中，尤善漢隸，特長小篆，楷書也寫得圓勁古蒼，大氣磅礴。著有《耀麓類稿》若干卷、《說文解字箋》十四卷、《六書評議》五卷。總纂民國《雲陽縣誌》，自編《雲陽縣圖志》。雲陽縣張桓侯廟中現存有劉貞安書法作品數幅。年六十四卒於家。